# Léo Chú
Léo Chú (Porto Alegre, 2000. április 6. –) brazil labdarúgó, az amerikai Seattle Sounders csatárja.

## Pályafutása
Chú a brazíliai Porto Alegre városában született. Az ifjúsági pályafutását a Grêmio akadémiájánál kezdte.
2020-ban mutatkozott be a Grêmio felnőtt keretében. 2020 és 2021 között a Ceará csapatát erősítette kölcsönben. 2021. augusztus 5-én 3½ éves szerződést kötött az észak-amerikai első osztályban szereplő Seattle Sounders együttesével. Először a 2021. szeptember 30-ai, San Jose Earthquakes ellen 3–1-re megnyert mérkőzés félidejében, Raúl Ruidíaz cseréjeként lépett pályára. Első gólját 2021. október 10-én, a Vancouver Whitecaps ellen hazai pályán 4–1-es győzelemmel zárult találkozón szerezte meg.

## Statisztikák
2023. május 21. szerint
| Klub             | Szezon   | Osztály  | Bajnokság | Bajnokság | Kupa  | Kupa | Nemzetközi | Nemzetközi | Összesen | Összesen |
| Klub             | Szezon   | Osztály  | Meccs     | Gól       | Meccs | Gól  | Meccs      | Gól        | Meccs    | Gól      |
| ---------------- | -------- | -------- | --------- | --------- | ----- | ---- | ---------- | ---------- | -------- | -------- |
| Seattle Sounders | 2021     | MLS      | 8         | 1         | 0     | 0    | 1          | 0          | 9        | 1        |
| Seattle Sounders | 2022     | MLS      | 25        | 0         | 1     | 0    | 1          | 1          | 27       | 1        |
| Seattle Sounders | 2023     | MLS      | 13        | 1         | 1     | 0    | —          | —          | 14       | 1        |
| Összesen         | Összesen | Összesen | 46        | 2         | 2     | 0    | 2          | 1          | 50       | 3        |

## Sikerei, díjai
Seattle Sounders
- CONCACAF-bajnokok ligája
  - Győztes (1): 2022